# Bistum Ekiti
Das Bistum Ekiti (lateinisch Dioecesis Ekitiensis, englisch Diocese of Ekiti) ist eine in Nigeria gelegene römisch-katholische Diözese mit Sitz in Ado Ekiti.

## Geschichte
Das Bistum Ekiti wurde am 30. Juli 1972 durch Papst Paul VI. mit der Apostolischen Konstitution Divinum mandatum aus Gebietsabtretungen des Bistums Ondo als Bistum Ado-Ekiti errichtet und dem Erzbistum Lagos als Suffraganbistum unterstellt. Am 11. Dezember 1972 wurde das Bistum Ado-Ekiti in Bistum Ekiti umbenannt. Das Bistum Ekiti wurde am 26. März 1994 dem Erzbistum Ibadan als Suffraganbistum unterstellt.
Das Bistum Ekiti umfasst den Bundesstaat Ekiti und einen Teil des Bundesstaats Kwara.

## Ordinarien

### Bischöfe von Ado-Ekiti
- Michael Patrick Olatunji Fagun, 1972

### Bischöfe von Ekiti
- Michael Patrick Olatunji Fagun, 1972–2010
- Felix Femi Ajakaye, seit 2010